# أفسس

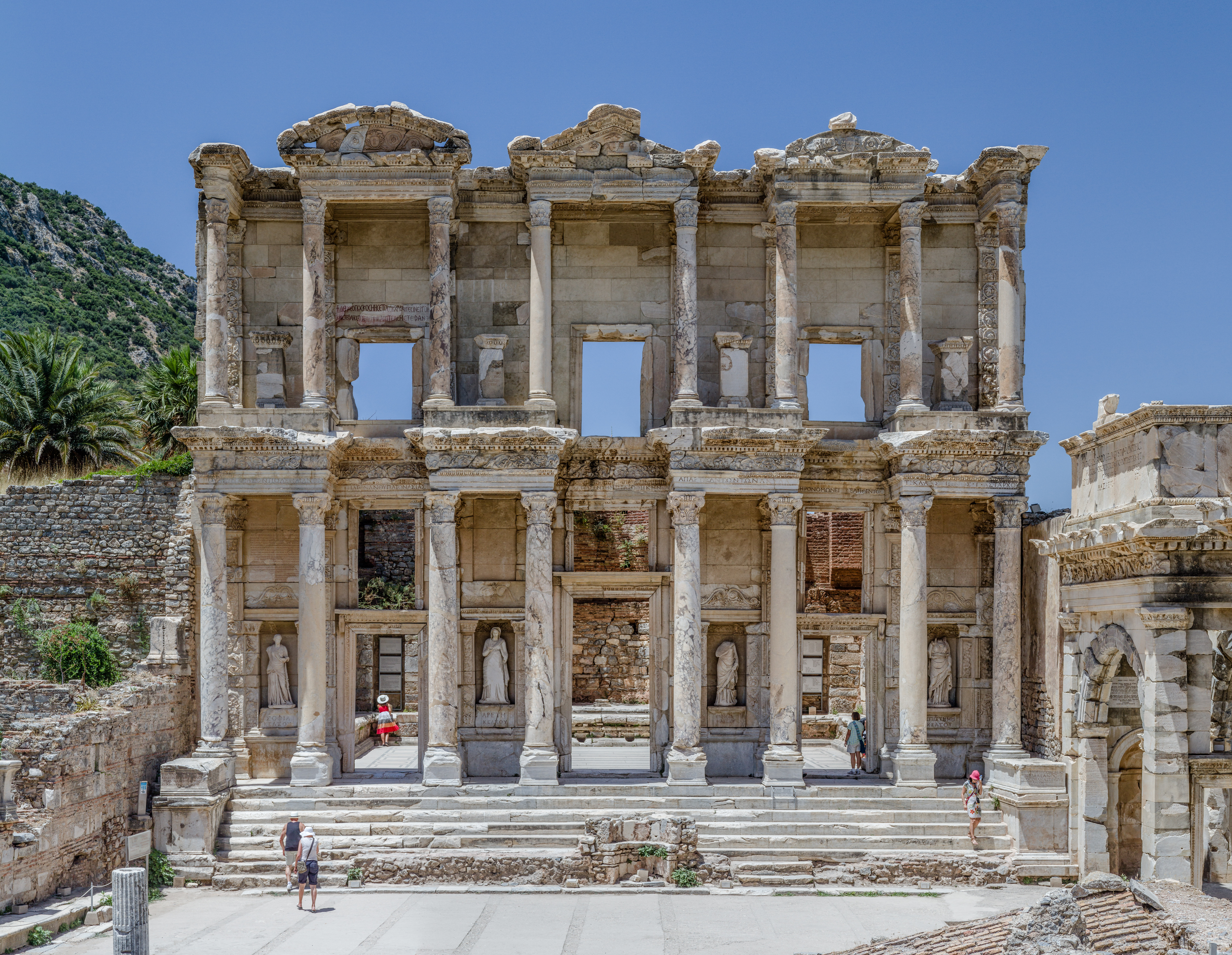
مكتبة سيلسوس الأثرية في أفسس ، سقفها منهارا.

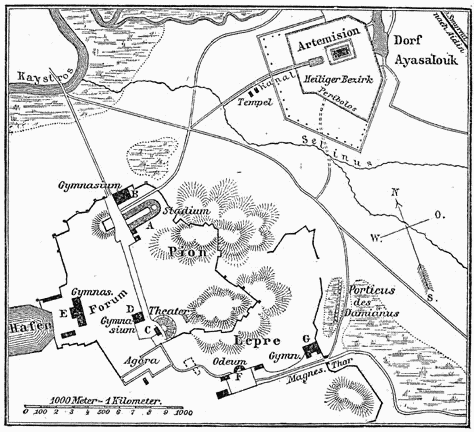
خريطة افسس

أفسس أو إفسوس (يونانية Έφεσος وبالتركية Efes)، وهي من اعظم المٌدن الاغريقية القديمة في الأناضول، وتقع في منطقة ليديا (Lydia) – منطقة تاريخية في غرب الاناضول- عند نهر كيستر (Cayster River) الذي يصب في بحر ايجة (في تركيا الحالية). أسست في القرن العاشر قبل الميلاد من الإغريق القدامى هنا تقريبا صحيح و سبب كلمة تقريبا ان افسس تم بناؤها بعد انطاكيا بعد سفينة نوح فكيف تمتبون انطاكيا القرن الثالث قبل الميلاد . ان بقايا مدينة افسس تٌعتبر أكبر مستقطب للسياح وخاصةَ السٌياح الذين يسافرون في السٌفن.

## تأريخ

### مدينة افسس القديمة

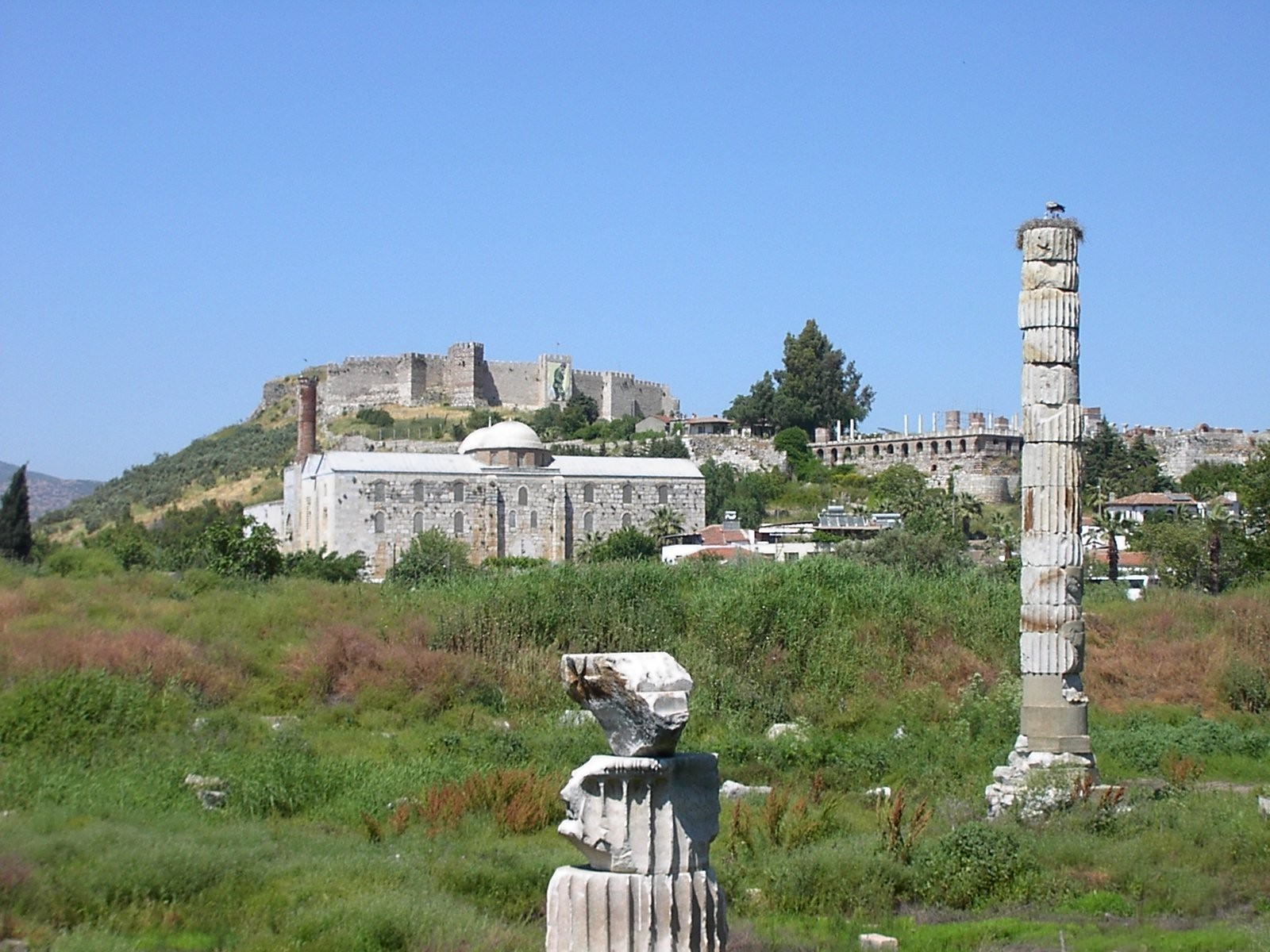
معبد ارطاميس في افسس

يُعتقد بأن مدينة أفسس هي نفسها المدينة اباسا (Apasa أو Abasa) التي تم ذكرها في مصادر الحثيين على انها عاصمة مملكة أرزاوا (Arzawa).
قد تم ايجاد مصنع فخار عند التنقيبات في هذا الموقع. هناك أيضاً معبد أَرْطَامِيسَ (Temple of Artemis) حيث يعتبر أكبر بناء في العالم القديم وهو أحد عجائب الدنيا السبع.

### أفسس الرومانية
في بداية الجمهورية الرومانية كانت أفسس عاصمة آسيا التي تقع في غرب آسيا الصغرى.المدينة الاصلية كانت تقع على أرض منخفضة، وقد أُغرقت بالكامل بمياه البحر. وقد اعاد بناءها لوسيمجس (Lysimachus)، الذي دَمَرَ مدينة ليبودس (Lebedos) ومدينة كولوفون (Colophon) في سنة 292 بعد الميلاد وحولوا سكناهم إلى المدينة الجديدة.
قد حَمَلَت المدينة اسم «أول واعظم عاصمة لأسيا» كانت تشتهر بمعبد أَرْطَامِيسَ (Temple of Artemis) «ديانا Diana – الهة العذارى-» حيث يوجد ضريحها هناك، وتتميز أفسس أيضاً بمكتبتها ومسرحها الذي يسع 25000 شخص، كان المسرح كأي مسرح قديم: مفتوح على السماء ويستخدم للدراما، وفي عهد الرومان كان يٌقتل الناس فيه حتى الموت.أخذ القوطيون أفسس في سنة 263، لكنها بقيت المدينة الأهم في عهد البيزنطيين. هناك تدمير ثاني للمدينة على يد العرب في سنة 700 و716 عمل على أحداث تدهور، وتم هجر المدينة بعد أن امتلأ الميناء بغرين (طمى) البحر مٌلغياً اتصال المدينة ببحر ايجه. استرد البيزنطيين السيطرة عليها في سنة 1100، وظلوا يسيطرون على المنطقة حتى نهاية القرن 13. بعد فترة مزدهرة في ظل الحكم الجديد قد تم هجرها كلياً في القرن الخامس عشر.

### أفسس والمسيحية

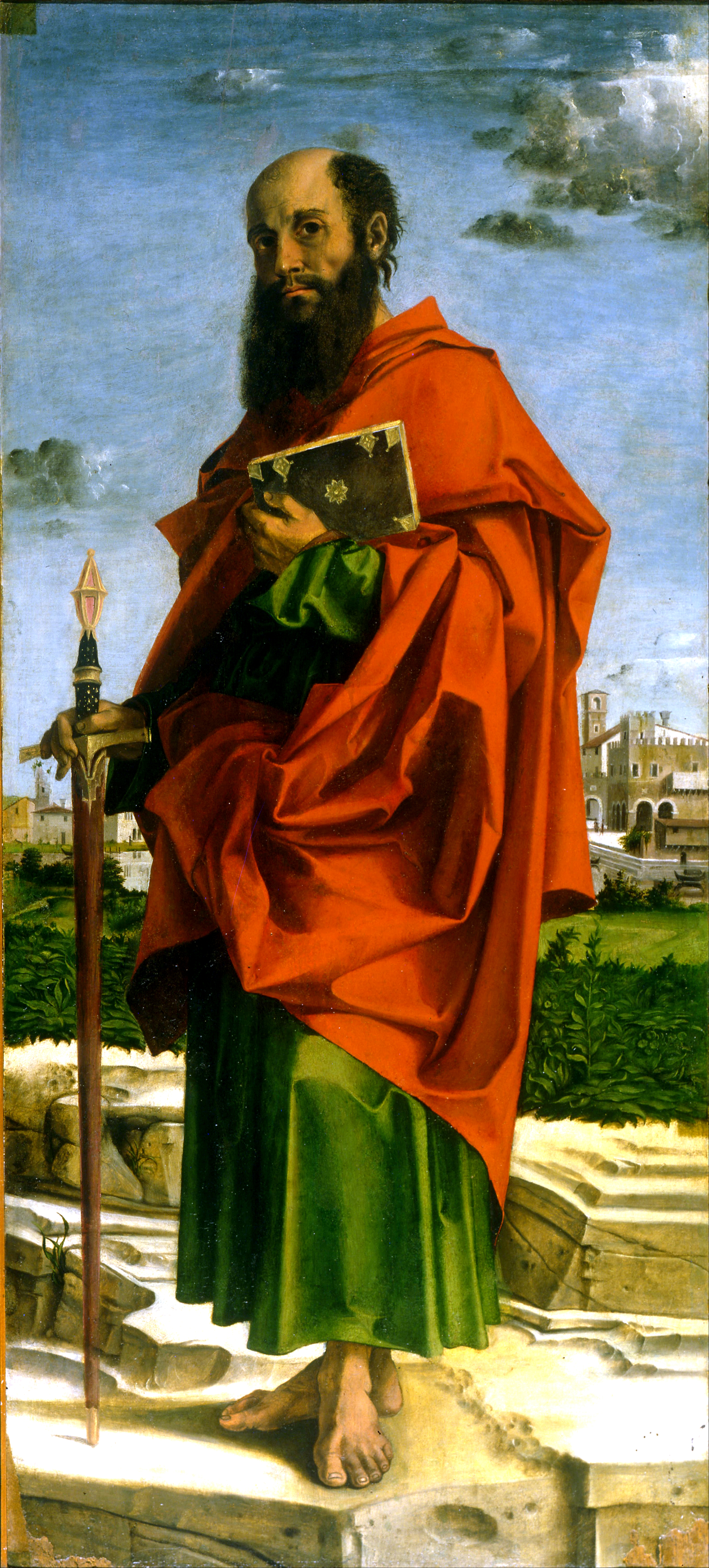
القديس بولس الرسول الذى بشر في أفسس
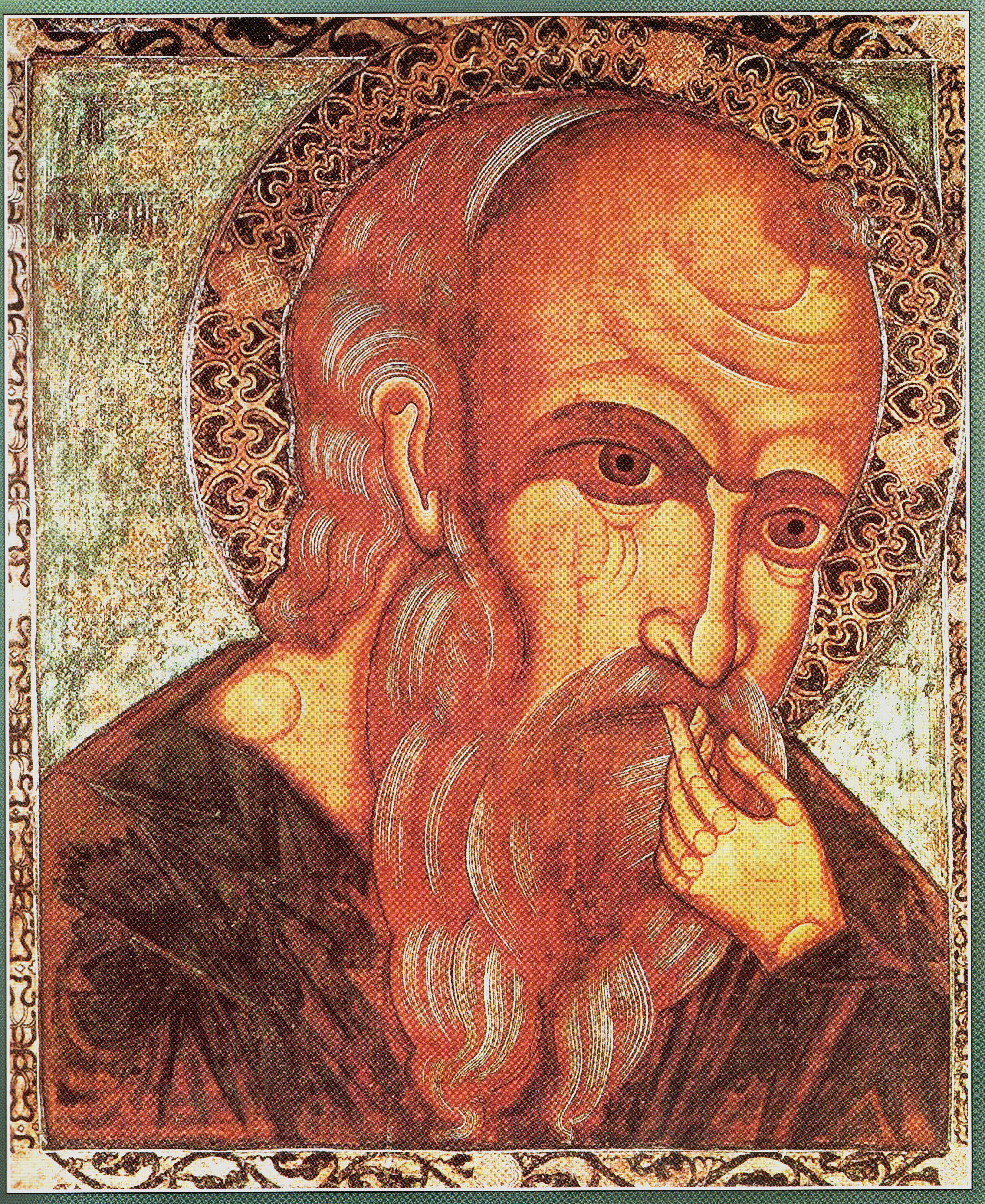
القديس يوحنا الرسول الذى بشر في أفسس حتى توفى فيها

كانت أفسس أهم مركز للمسيحية. استخدمها الرسول بولس كقاعدة له. لقد كان الرسول بولس يٌجادل الحرفيين الذين كانوا في بمعبد أرطاميس (Temple of Artemis)، في سفر أعمال الرسل 19:23-41، وبقوله هذا صرف المحتشدين.
كتب الرسول بولس رسالة كورنثوس الأولى من افسس.مذكور في الموسوعة الكاثوليكية، كما انه ايضاً كتب رسالة إلى افسس
كما ان الرسول والمبشر يوحنا عاش في آسيا الصغرى في اواخر عقود القرن الأول، ومن أفسس قاد الكنيسة. بعد موت دومتيان (Domitian) عاد الرسول يوحنا إلى افسس، في عهد تراجان (Trajan)، وقد مات حوالي سنة 100 بعد الميلاد. ان افسس هي أحد المدن التي تم ذكرها في سفر الرؤيا 2:1–7.
منزل القديسة العذراء مريم (بالتركية Meryemana «مريمانة» أي معناه الأم العذراء)، يبعد بيتها 7 كم من مدينة سلكك (Selçuk)، الذي يٌعتقد بأنه اخر بيت سكنت فيه مريم العذراء «ام المسيح»، وهو الآن مكان للحج.
كما إنعقد مجمعين دينيين وهم
مجمع افسس الأول عام 431 م الذى إنعقد لمناقشة بدعة نسطور بدعوة من الإمبراطور ثيؤدسيوس الصغير وحضر فيه 200 أسقف من اشهرهم القديس كيرلس الكبيرالبطريرك السكندرى رقم 24الذى ترأس المجمع والقديس شنودة رئيس المتوحدين وكانت نتجة هذا المجمع حرم نسطور وتجريده من رتبته وأضافة مقدمة قانون الإيمان والتأكيد على أن العذراء مريم هى والدة الإله (Θεοτόκος)
مجمع افسس الثانى عام 449 م الذى انعقد بأمر من الإمبراطور ثيؤدسيوس الصغير لماقشة قول أوطاخى بأن المسيح طبيعة واحدة ممتزجة ومختلطتة بين اللاهوت والناسوت وقد عقد المجمع برئاسة القديس ديسقورس البطريرك ال25 لكرسى الإسكندرية وقد إنتهى المجمع بأقرار اوطاخى بأن اللاهوت متحد بالناسوت بغير اختلاط وإقراره أيضاً بالمجامع المسكونية نيقية والقسطنطنية وأفسس مما أدى إلى حله من حرمه وهذا كان سبباً في إنعقاد مجمع خلقدونية 451 م

### النائمون السبعة
ويعتقد أن أفسس هي مدينة النيام السبعة، الذين اضطهدهم الإمبراطور الروماني داكيوس بسبب مسيحيتهم، وناموا في مغارة لمدة ثلاثة قرون، بعد أن صمدوا على الاضطهاد.
ويعتبرهم الكاثوليك والمسيحيون الأرثوذكس قديسين وقصتهم مذكورة أيضًا في القرآن.

## أهم المشاهد في افسس

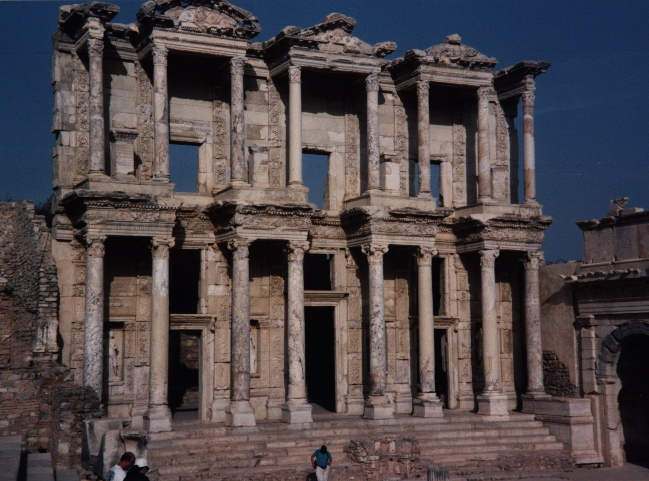
مكتبة في أفسس

كنيسة القديس يوحنا، التي بٌنيت في القرن السادس الميلادي في عهد الإمبراطور قسطنطين الأول، على انها مكان ضريح الرسول يوحنا.
مكتبة سيلسس (Library of Celsus) تم بناءها سنة 125 قبل الميلاد، تضمنت 12000 مخطوطة. بناية المكتبة تقابل جهة الشرق مما وفر ضوء كافي لغرف القراءة.
معبد أَرْطَامِيسَ (Temple of Artemis)، وهو أحد عجائب الدنيا السبع. الآن هو عبارة عن عمود واحد حيث قد تم أزيلت معظم اجزاء المعبد على يد البريطانيين، وتوجد بقايا الأعمال الفنية للمعبد في المتحف البريطاني.

## السياحة
سيتم افتتاح قناة مائية بين المدينة التاريخية والبحر. لنقل السياح بواسطة قوارب صغيرة إلى المدينة. وسيتم صيانة ميناء افس البحري على ما كانت عليها أَيام عزها.

## اقرأ أيضا
- سيده (مدينة)